# Медведев, Максим Борисович
Макси́м Борисович Медве́дев (азерб. Maksim Borisoviç Medvedev; 29 сентября 1989, Баку) — азербайджанский футболист, защитник. Известен по играм за клуб «Карабах» (Агдам) и сборную Азербайджана.

## Биография
Максим Медведев родился 29 сентября 1989 года в столице Азербайджанской ССР в городе Баку. По национальности — русский.

## Клубная карьера
С 2006 года защищал цвета основного состава команды азербайджанской премьер-лиги — «Карабах» (Агдам). До этого выступал в составе дочернего клуба «Карабах-2».2 июня 2024 года завершил карьеру в этом же клубе, в финале кубка, который стал победный.

## Карьера в сборной
Защищал также цвета юношеских (до 17 и до 19 лет) и молодёжной (до 21 года) сборных Азербайджана.
С 2009 года выступал за сборную Азербайджана.
8 октября 2016 года в матче против сборной Норвегии отборочного турнира к чемпионату мира 2018 забил свой первый гол за национальную сборную, ставший победным в матче.

## Достижения
«Карабах» (Агдам)
- Чемпион Азербайджана (10): 2013/14, 2014/15, 2015/16, 2016/17, 2017/18, 2018/19, 2019/20, 2021/22, 2022/23, 2023/2024
- Обладатель Кубка Азербайджана (6): 2008/09[9], 2014/15, 2015/16, 2016/17, 2021/22, 2023/24